# Annie Ranger
Pour les articles homonymes, voir Ranger.
Annie Ranger, née en 1976,  est une metteuse en scène, actrice et dramaturge québécoise.    
Elle est codirectrice artistique du Théâtre I.N.K. avec Marilyn Perreault, et cofondatrice et codirectrice artistique du Théâtre Aux Écuries auprès de huit autres artistes.

## Biographie

### Enfance
Annie Ranger est née en 1976. Elle passe son enfance aux Cèdres au Québec. Elle développe son intérêt pour le théâtre lors de cours d’introduction à l'art dramatique de son école secondaire.

### Formation
Annie Ranger complète sa formation en interprétation théâtrale à l’École de théâtre du Cégep de Saint-Hyacinthe jusqu’en 1997. Après son diplôme, elle assiste à quelques formations ponctuelles, telles que le « Jeu devant la Caméra » en 2004, au Conservatoire d'art dramatique de Montréal, et la classe de Christiane Pasquier en 2007.

### Parcours professionnel
Annie Ranger participe à de nombreuses créations. En 2002, elle cofonde la Théâtre I.N.K. avec Marilyn Perreault, compagnie majeure dans sa carrière, lui permettant d’explorer de nombreux aspects de la production et de la création théâtrale, à la fois en tant que metteuse en scène, autrice et interprète.
En tant qu'autrice, elle signe en 2002 son premier texte, La Cadette, présenté à la Salle Jean-Claude-Germain du Centre du théâtre d’aujourd’hui dans une mise en scène de Martin Champagne. Le 3 mai 2008, elle présente sa deuxième pièce, L’effet du temps sur Matévina, lors du Festival du Jamais Lu de Montréal.
Son intérêt pour l'actualité politique la pousse à explorer des sujets sensibles dans ses créations. En 2019, elle s’associe à l’autrice Rébecca Déraspe qu’elle mandate pour écrire un texte inspiré des problématiques du système d’éducation québécois actuel. Le spectacle Faire la leçon est présenté au Théâtre Aux Écuries lors de la saison 2019-2020. Dans le but d’élargir le discours, la metteuse en scène invite différentes personnalités à prendre parole sur leurs rapports à l’éducation avant chacune des représentations. Parmi les invités figurent notamment Judith Lussier (journaliste, chroniqueuse et autrice), Kathya Dufault (enseignante de français), Sara Montpetit (fondatrice du mouvement « Pour un futur MTL ») et Suzanne-G Chartrand (porte-parole du collectif « Debout pour l’école »).

## Œuvres

### Mises en scène
- 2019 : Faire la leçon
- 2015 : Fifi Brindacier[8]
- 2012 : L'Effet du temps sur Matévina[9]

### Pièces
- 2016 : Jusqu'au sang ou presque[10]
- 2012 : L'Effet du temps sur Matévina
- 2006 : La Cadette

## Interprétation

### Théâtre
- 2018 : Jusqu’au sang ou presque, rôle d'Adèle, texte : Annie Ranger, mise en scène : Marilyn Perreault
- 2014 et 2016 : Ligne de bus, texte de Marilyn Perreault, mise en scène : Marilyn Perreault
- 2010 : La Robe de Gulnara, rôle de Gulnara, texte : Isabelle Hubert, mise en scène : Jean-Sébastien Ouellette
- 2010 : Roche, papier, couteau, rôle d' Ali, texte : Marilyn Perreault , mise en scène : Marc Dumesnil[11]
- 2010 : Glouglou, texte de Louis-Dominique Lavigne, mise en scène : Lise Gionet[12]
- 2003 : Les Apatrides, rôle de la Dehors-Woman, texte : Marilyn Perreault, mise en scène : Marc Dumesnil
- 2003 : Andromaque, rôle de Céphise, texte : Jean Racine, mise en scène : Phœnix XXXIV
- 2001 : La Coupe de Balthazar, rôle de Marie-Josée, mise en scène : Daniel Quimper

### Télévision
- 2009 : L'Auberge du chien noir, rôle : Mme Grégoire, Société Radio-Canada
- 2006 : Le Canada, nos amours, rôle : Fanny Tremblay, Société Radio-Canada
- 2005 : Publicité Super 7, Loto-Québec, réalisateur : Patrice Sauvé

## Prix et nominations
En 2016, Annie Ranger est finaliste pour le Prix Louise-LaHaye pour l’écriture dramatique jeune public avec le texte Jusqu’au sang ou presque.      